# Ny (dwuznak)
Ny ny – dwuznak złożony z liter alfabetu łacińskiego używany w języku węgierskim i katalońskim. W obu językach oznacza zmiękczone n (dokładniej: [ɲ]).